# Antonín
José Antonio Álvarez García (Gijón, Asturias, España, 16 de septiembre de 1933) es un exfutbolista español que jugaba de centrocampista.

## Clubes
| Club              | País   | Año       |
| ----------------- | ------ | --------- |
| Club Calzada      | España | 1952-1953 |
| Real Gijón        | España | 1953-1958 |
| Real Avilés C. F. | España | 1958-1960 |
| Real Gijón        | España | 1960-1961 |